# Francisco Javier Billini
Francisco Javier Billini Hernández, de nombre secular Francisco Anatalio Billini Hernández (Santo Domingo, 1 de diciembre de 1837-Idem, 9 de marzo de 1890), conocido como Padre Billini, fue un presbítero dominicano que se destacó por fundar el Colegio San Luis Gonzaga y crear la Lotería Nacional Dominicana.

## Biografía
Nació en la ciudad de Santo Domingo el 1 de diciembre de 1837, en la actual calle 19 de Marzo, en la casa que ocupaba el lugar que hoy se identifica con el número 33, entre la calle El Conde y la Arzobispo Nouel. Según consta en el registro civil, se le impuso el nombre de Francisco Anatalio, pero al abrazar la vida religiosa adoptó el nombre de Francisco Javier (con la antigua grafía Xavier), seguramente en honor al santo jesuita san Francisco Javier.
Fue hijo de Ana Joaquina Hernández y González, originaria de Bayamo (Capitanía General de Cuba), de padres dominicanos (Manín Hernández Cuello y Clara González y Carrasco), y del comerciante y exmilitar natural de Alba, Reino de Cerdeña, Juan Antonio Billini y Ruse (1787–1852) —hijo de José Antonio Billini y Juana Dominica Ruse—, quien había arribado a la Colonia de Santo Domingo al servicio de la Grande Armée en 1805. El 11 de diciembre de 1837, festividad del papa san Dámaso I, se le bautizó en la Catedral de Nuestra Señora de la Anunciación, por el padre Pedro Carrasco y Capeller.
Tuvo varios hermanos, como Miguel, que fue presbítero; Epifanio, reconocido como el padre de la fotografía dominicana; e Hipólito, cuyo hijo Francisco Gregorio fue general azul y posteriormente presidente de la República Dominicana durante el régimen liberal del Partido Azul encabezado por el dictador Ulises Heureaux.
Francisco Anatolio Billini Hernández mostró vocación temprana hacia la vida sacerdotal. El arzobispo de Santo Domingo, Tomás de Portes e Infante, le otorgó los hábitos y, el 17 de junio de 1851, le confirió la primera tonsura. Durante su formación en el Seminario Conciliar Santo Tomás de Aquino, fue discípulo de destacados sacerdotes como Elías Rodríguez Ortiz y Fernando Arturo de Meriño, entre otros.
En 1858, asumió la administración del exconvento e Iglesia Regina Angelorum, entonces en estado ruinoso. Al concluir sus estudios, la sede episcopal de Santo Domingo se encontraba vacante, pues el obispo coadjutor Elías Rodríguez había fallecido el 29 de noviembre de 1857 y el arzobispo Portes el 7 de abril de 1858. Por ello, en abril de 1861, el padre Fernando Arturo de Meriño, entonces administrador apostólico de la arquidiócesis, le otorgó las dimisorias correspondientes y lo trasladó al obispo de Puerto Rico, fray Pablo Benigno Carrión de Málaga, O.F.M.Cap., quien le confirió la ordenación sacerdotal en mayo del mismo año.
Regresó a Santo Domingo el 7 de junio de 1861 a bordo del vapor Pájaro del Océano y, dos días después, celebró su primera misa en la Iglesia Regina Angelorum, en el día de san Efrén de Siria. Siguiendo las disposiciones del gobierno español, el 27 de junio de aquel año, el sacerdote Fernando Arturo de Meriño encargó a Francisco Javier Billini Hernández la elaboración de un inventario de los vasos sagrados pertenecientes a Regina Angelorum y la Iglesia de Santo Domingo. Poco tiempo después, fue enviado a la parroquia de San José de Ocoa. Posteriormente, regresó a la capital, prestando sus servicios como auxiliar en la Catedral de la Anunciación, en la Iglesia y Convento de los Dominicos, y en otros templos de la ciudad.
En diversas homilías pronunciadas en la Iglesia y Convento de los Dominicos, expresó su apoyo a la anexión a la monarquía española. El 18 de marzo de 1861, firmó el acta de anexión en Santo Domingo, y en la Relación Nominal de los Eclesiásticos que Cooperaron a la Anexión de Santo Domingo, fechada el 20 de diciembre de 1862, el general Pedro Santana lo consigna como uno de los clérigos que apoyaron activamente la anexión.

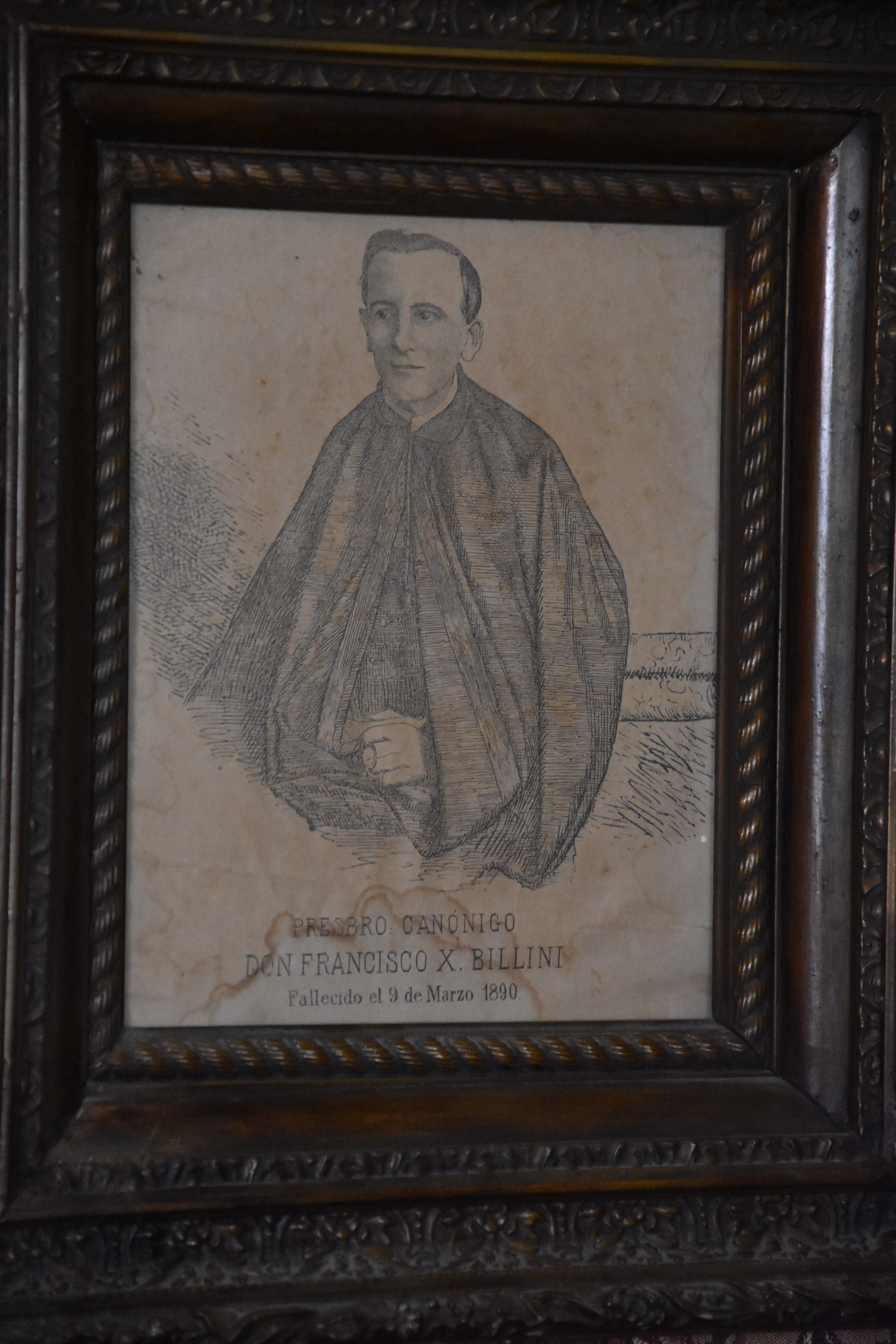
Retrato del Padre Billini en el Museo de la Familia Dominicana del siglo XIX en la Casa de Tostado (Santo Domingo).

El 12 de diciembre de 1861, fue destinado a la villa de Baní por un periodo de 10 días. Su primer labor pastoral fue en Ocoa, con motivo de la Navidad de ese mismo año. El 16 de enero de 1862, comenzó a oficiar la Novena y fiesta patronal de Nuestra Señora de la Altagracia, oficiando matrimonios el 25 y administrado bautismos el 26 y 29 de ese mes.
El 30 de enero de 1862, reemplazó al padre Andrés Rosón en la parroquia de Baní, asumiendo el cargo de párroco interino debido a la grave enfermedad de éste. Tras la muerte de Andrés Rosón, Francisco Javier Billini rehusó a asumir la titularidad del cargo, a pesar de la insistencia del Ayuntamiento de Baní, que lo había solicitado al vicario general Fernando Arturo de Meriño.
Meses después, el vicario general lo propuso como párroco en el Santuario de San Dionisio (Higüey), a instancias del gobernador de la provincia del Seybo, aunque finalmente no fue designado. Entre abril y mayo de 1862, fue simultáneamente coadjutor del sagrario de la Catedral de Santo Domingo y capellán castrense del templo Regina Angelorum, así como del Ejército español que ocupaba el exconvento.
El 19 de enero de 1863, el arzobispo Bienvenido Monzón convocó a Francisco Billini para encomendarle el Santuario de Higüey. Aunque el padre aceptó e inició los preparativos para partir, fue llamado de nuevo. Bienvenido Monzón le comunicó cordialmente que, debido a la presencia de mambises en la región de Jovero en Higüey, se le encomendaría, además de su labor pastoral, la promoción de las virtudes del gobierno español entre la población. El reverendo párroco Billini respondió que cumpliría con su cargo pastoral, pero sin involucrarse en asuntos políticos. Tal respuesta le valió la acusación de soberbia y desobediencia por parte del arzobispo, quien lo suspendió A Divinis por 20 horas, tras lo cual fue rehabilitado.
Durante la anexión del país a España, sus homilías en favor de la paz y la concordia durante la guerra de la Restauración, lo impulsaron a trasladarse a la isla de Cuba en 1865, al abandonar la isla las tropas españolas. Junto a sus hermanos Epifanio, Hipólito, Esteban y su hermana María Nicolasa, emprendió el viaje a la isla caribeña; sin embargo, a los pocos meses, Hipólito, Esteban y María Nicolasa regresaron al país. Descontento con las autoridades españolas, el reverendo presbítero Billini se dirigió a Santo Tomás (Islas Vírgenes),donde en la primera mitad de 1866 fue localizado por el general Gregorio Luperón, quien se hallaba en la misma isla y que le aconsejó regresar a Santo Domingo, asegurándole que sus simpatías pro-españolas no serían motivo de reproche. Siguiendo el consejo, retornó a su tierra natal el 22 de abril de 1866.
El 1 de agosto de 1866 fundó en Santo Domingo el Colegio de San Luis Gonzaga, ubicado en el antiguo convento de Regina Angelorum y con la autorización del presidente José María Cabral, institución que dirigiría durante 24 años. No obstante, el 3 de agosto de 1866 fue nuevamente suspendido por el padre Benito Díaz Páez durante dos días, sin que se le explicase la causa con claridad; con el tiempo comprendió que dicha suspensión se debía a las sociedades religiosas que había fundado con el beneplácito de su superior, el párroco de San Cristóbal, Juan de Jesús Fabián Ayala y García –como la de «San Luis», la de «San Vicente de señoras y caballeros», la de «Santa Infancia y la de Hijas de María»–, pues se argumentó que estas amotinaban al pueblo. Con el paso del tiempo, el presbítero Billini dejó de lado estas sociedades hasta abandonarlas por completo.
En mayo de 1866, el belga Louis-Nicolas-Joseph de Buggenoms, C.Ss.R., delegado apostólico (equivalente a nuncio apostólico en países sin relación con la Santa Sede), llegó a la capital desde la isla danesa de Santo Tomás para evaluar la situación de la Iglesia dominicana. Tras una breve estancia en la isla de Santo Tomás, Nicolás-Joseph de Buggenoms fue nombrado vicario apostólico de Santo Domingo por el papa Pío IX en junio de 1866, lo que motivo su regreso al país. Aunque la Iglesia local lo acogió, el general Cabral y el Estado liberal lo rechazó –ya que la Constitución liberal de 1866, de ideología nacionalista, prohibía que un sacerdote extranjero fuera nombrado prelado de la arquidiócesis de Santo Domingo–, declarándolo persona non grata el 3 de septiembre de 1866. Ante tal situación, el cargo de gobernador eclesiástico de la arquidiócesis quedó en manos de Juan de Jesús Fabián Ayala, quien fue nombrado subdelegado el 4 de septiembre de 1866.
A fines de abril de 1867, tras la renuncia del padre Ayala, el cargo fue asignado al eclesiástico Billini por designación del delegado apostólico Nicolás de Buggenoms desde Santo Tomás el 15 de marzo de 1867 y que desempeñó hasta el regreso del vicario Buggenoms. Sin embargo, por razones políticas, el presidente Cabral negó el pase en virtud del derecho de Patronato, argumentando que el clérigo Billini había mostrado un palpable apoyo a España durante la Restauración. Así lo manifestó ante Pío IX en una carta autografiada el 24 de julio de 1867, y el 29 de abril de ese mismo año el ministro de Relaciones Exteriores se dirigió al cardenal Giacomo Antonelli, secretario de Estado de la Santa Sede, acusando al párroco Billini de ser un «dominicano españolizado» vinculado al clero español que combatió República y que había usado «la cátedra del Espíritu Santo para atacar y calumniar de modo indigno a los hombres y hechos de la santa guerra de la independencia, en la que se vio obligado, al triunfo de la revolución y por temor a su cólera, a seguir a los españoles en su retirada y a permanecer largo tiempo entre ellos».
El 19 de septiembre de 1868, durante el gobierno de los Seis Años de Buenaventura Báez, Buggenoms regresó al país. Una semana después, el 27 de septiembre, convocó a los miembros del clero capitaleño para una reunión programada para la mañana del día siguiente. Durante ese encuentro, los sacerdotes presentes se negaron a reconocerlo como vicario apostólico, argumentando que había delegado todas sus facultades en el reverendo cura Billini. Ante esta situación, Buggenoms recurrió a suspender A Divinis por el delito de cisma, de un grupo de sacerdotes dominicanos —entre ellos el cura Billini. Aunque la mayoría de los implicados fue rehabilitada en menos de 24 horas y el 3 de octubre de 1868 todos recuperaron sus facultades ministeriales, el reverendo sacerdote Billini permaneció suspendido hasta el 24 de febrero de 1869, cuando la Sede de Roma levantó la censura.
Ese mismo año, en 1868, inauguró el funcionamiento del Colegio de San Luis Gonzaga, tras la adecuación del recinto del exconvento. Su sensibilidad moral y su profundo compromiso con el sufrimiento ajeno lo llevaron, el 19 de julio de 1869, a fundar el asilo de pobres denominado Casa de Beneficencia San Vicente de Paúl, aprobado por la curia el 14 de julio de 1870. En 1880, con el permiso del gobierno de Gregorio Luperón, trasladó esta institución junto a la Iglesia de San Andrés. Más adelante, al asumir el liderazgo de la Iglesia dominicana Roque Cocchía, el 13 de junio de 1874, organizó el Cabildo catedralicio y, el 16 de diciembre de 1874, lo nombró canónigo penitenciario y promotor fiscal eclesiástico, cargo que renunció poco después por humildad.
El 17 de enero de 1875 fue investido rector del Seminario Santo Tomás y párroco de la Catedral Primada de Indias. En ese periodo, organizó una colecta a nivel nacional para la reparación de la Catedral Primada. Posteriormente, el 10 de septiembre de 1877, protagonizo el hallazgo de la tumba de Cristóbal Colón —un suceso entredicho. El 9 de enero de 1879, presidió la exhumación de los restos de Pedro Santana desde la Fortaleza Ozama hasta la Iglesia Regina. Preocupado por perpetuar sus obras de caridad, en diciembre de 1879 fundó la primera congregación religiosa diocesana del país, «Las Hijas del Buen Pastor», con el objetivo de atender a los pobres del asilo y restaurar las estructuras de apoyo del antiguo Hospital San Nicolás de Bari, aunque su existencia no se prolongó por mucho tiempo. Inauguró una Biblioteca Pública Popular el 27 de febrero de 1880.
Para mediados de la década de 1870, lo que quedaba en pie del antiguo Hospital de San Andrés –que hasta entonces se había utilizado como cárcel pública–, junto con la capilla anexa, dependencia parroquial de la Iglesia Catedral, fue cedido al sacerdote Billini, quien lo reconstruyó en 1880. El 2 de julio de 1881 creó la Congregación del «Buen Pastor y del Apóstol San Andrés», destinada a identificar y acoger a huérfanos y ancianos desamparados, a visitar a los enfermos y atribulados, y asistir en el entierro de cada asilado.

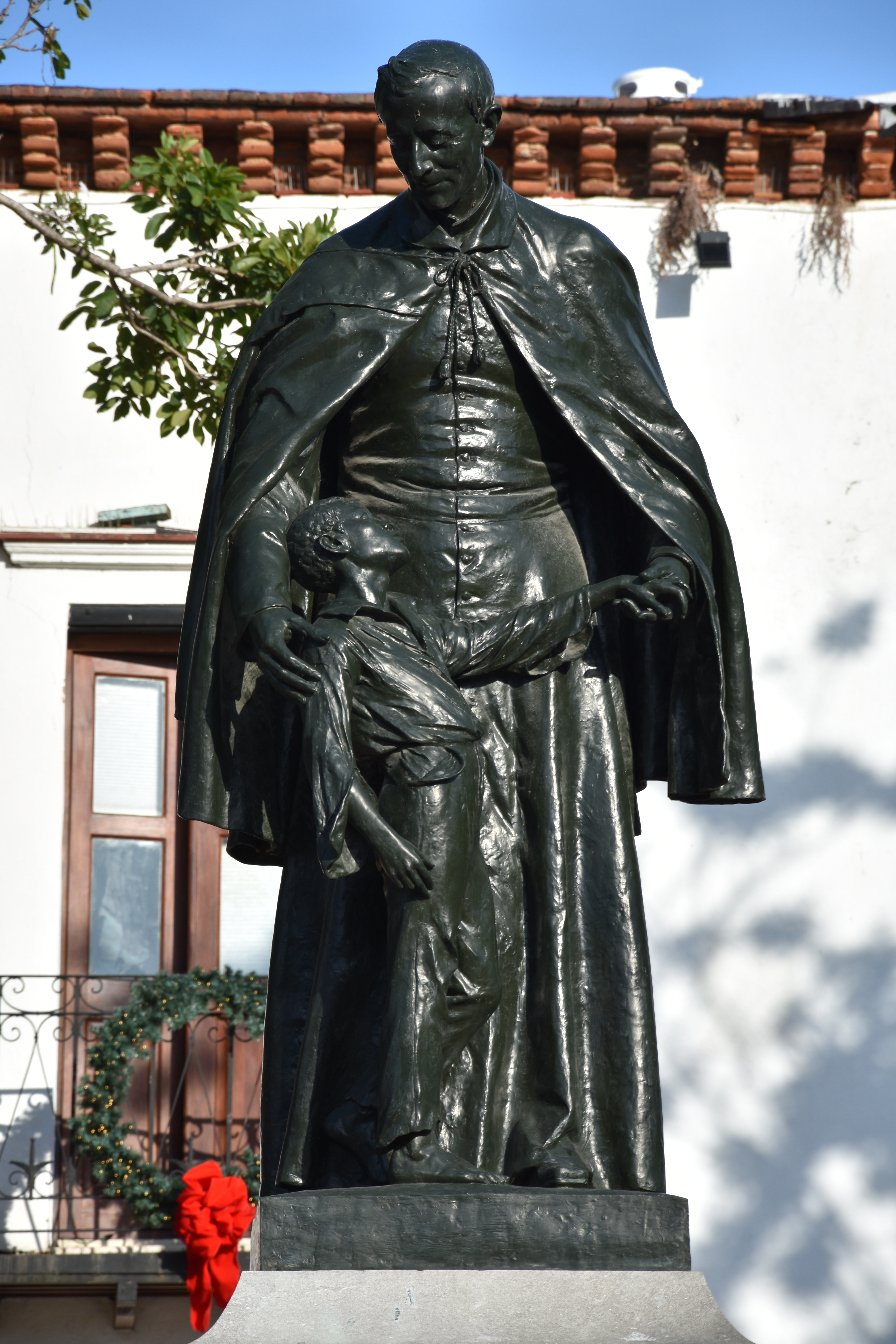
Estatua del padre Billini en el Parque Billini (Santo Domingo).

El canónigo Billini sobresalió en el aspecto de la literatura. Fue el fundador de los periódicos La Crónica y El Amigo de los Niños. Su preocupación por los más necesitados lo llevó a establecer el primer manicomio nacional, conocido como Casa de Salud, en el antiguo Monasterio de San Francisco (Santo Domingo). La cesión de este espacio fue aprobada por decreto del dictador de la República, el presbítero Fernando Arturo de Meriño, el 21 de noviembre de 1881, y la entrega efectiva del edificio se concretó en febrero de 1882, luego de desalojar colmenas y retirar cultivos del lugar.
Ese mismo año, en mayo, se iniciaron las obras de restauración del edificio, que culminaron en 1885. El reverendo Billini buscó reunir 20 000 pesos para restaurar el edificio y construir nuevas habitaciones emitiendo 2 000 acciones de distintos valores. La suscripción se abrió a través del periódico La Crónica el 22 de febrero de 1882. Al no alcanzar la meta con este método, el gobierno autorizó la creación de un Bazar Público de Beneficencia, donde comenzaron a recibirse donaciones variadas, como objetos decorativos, joyas, juguetes, calzado infantil, pañuelos e incluso volúmenes de la Suma teológica de santo Tomás de Aquino, cedidos por el canónigo Pedro Tomás de Mena.
El bazar abrió el 4 de agosto de 1882. Al principio generó ingresos modestos, que se complementaron con rifas especiales en la Plaza de Armas en octubre y diciembre de 1883. La campaña de recaudación terminó después de casi dos años.
En mayo de 1884, el Congreso lo propuso como candidato para ser arzobispo-primado de Santo Domingo, si bien, finalmente, la investidura correspondió al canónigo Fernando Arturo de Meriño. Paralelamente, el padre Billini se destacó como uno de los críticos del intelectual puertorriqueño Eugenio María de Hostos, figura emblemática de la ideología krausista y laicista en Hispanoamérica. Hostos fundó en 1880 una escuela normal en la capital, proponiendo un modelo educativo rupturista para la época; en un principio, Billini impugnó la doctrina hostosiana, a la que calificó de «escuela sin Dios». No obstante, se retractó, adoptó en su Colegio el hostosianismo y, durante la segunda promoción de maestros de la normal en 1886, modificó su postura y declaró: «La Escuela normal tiene mis simpatías y hago votos por su prosperidad. Soy decidido partidario de la enseñanza racional, y considero esta escuela como verdadera fuente de moral y de progreso. Y creed que hablo con el corazón».
En noviembre de 1884, la sociedad La Progresista de La Vega le otorgó una medalla de oro. En agosto de 1887, el arzobispo Fernando Arturo de Meriño aprobó los estatutos de la asociación laica denominada «Hijas de María», organización establecida en el templo de Regina y dirigida por Billini.
El 9 de marzo de 1890, a las 11:45 de la noche, después de recibir los últimos sacramentos de Fernando Arturo de Meriño, falleció. Antes de morir, pronunció: «Átenme las manos y los pies... acuésteme para reposar así, con toda humildad». Luego, inclinó la cabeza y expiró. Su muerte impactó grandemente a los capitaleños, y su entierro fue multitudinario, algo antes no visto en la capital. Tras las exequias en la Catedral, presididas por Meriño, fue trasladado a Regina y sepultado al pie del presbiterio. Tiempo después se erigió un monumento de mármol con su figura esculpida. Sus discípulos, Dionisio Bernal y Pedro A. Montás, impulsaron la construcción de una estatua en la antigua plazoleta de San Juan de Dios, lugar que hoy se conoce como Parque Billini, la cual fue inaugurada en mayo de 1898 en medio de grandes celebraciones públicas.
El antiguo Hospital de San Andrés pasó a llamarse en 1920 Hospital Padre Billini.